# Metrogaleruca obscura
Metrogaleruca obscura là một loài bọ cánh cứng trong họ Chrysomelidae. Loài này được Degeer miêu tả khoa học năm 1775.